# Gornja Stražava
Gornja Stražava (cyr. Горња Стражава) – wieś w Serbii, w okręgu toplickim, w mieście Prokuplje. W 2011 roku liczyła 676 mieszkańców.